# Danskvand
Danskvand er en sodavand, der kun består af vand, kuldioxid (E290) og naturlig aroma. Danskvand fås ofte med citrustilsætning.
Danskvand kan fremstilles i danskvandsmaskiner, som fremstiller danskvand ved at tilføre eller indløse kuldioxid (CO2) i almindeligt postevand.
Navnet “danskvand” menes at være introduceret for at adskille drikken fra såkaldt “svensk sodavand”, der er mineralvand tilsat rød farve.